# Lợn Phong Kính
Lợn Phong Kính (Tiếng Anh:Fengjing pig) là giống lợn nhà có nguồn gốc từ Thượng Hải, Trung Quốc và được đặt tên theo thị trấn Phong Kính, Thượng Hải. Các địa điểm chính nuối giống lợn này ở các huyện Kim Sơn, Tùng Giang và Ngô Giang. Phong Kính được phân loại là một loại lợn Thái Hồ, tất cả đều xuất hiện ở vùng hẹp của khí hậu cận nhiệt đới nhẹ xung quanh vùng hồ Thái. Giống lợn này là một giống lợn đen lớn với đôi tai mềm có kích thước lớn. Nó được nhận diện bởi khuôn mặt nhăn nheo đặc biệt của nó và cũng có một cơ thể nhăn nheo. Phong Kính có tỷ lệ sinh sản rất cao, sản sinh hai lứa mỗi năm với trung bình 12 con heo con lứa đẻ đầu và tăng lên 17 con lợn con ở lứa đẻ thứ ba nhưng chỉ có 12 con còn sống để được cai sữa. Kích thước lứa đẻ có thể lên đến 20 con là chuyện bình thường. Lợn phát triển tương đối chậm và có vị ngon, mọng nước.
Đỉnh cao của việc nuôi lợn Phong Kính xảy ra vào khoảng cuối triều đại nhà Thanh với sản lượng hàng năm 200.000 con lợn từ thị trấn cùng tên. Gần đây, tỉ lệ nuôi lợn giống này đã tăng lên ở các nước phương Tây vì khả năng sử dụng lợn giống này trong dòng giống của chương trình nhân giống với hy vọng rằng chúng có thể cải thiện mùi vị, khả năng kháng bệnh và kích thước lứa đẻ, kỹ thuật di truyền. Lợn Phong Kính được đưa vào Hoa Kỳ vào năm 1989 theo một chương trình của Bộ Nông nghiệp Hoa Kỳ với Đại học Illinois và Đại học bang Iowa.